# 성경

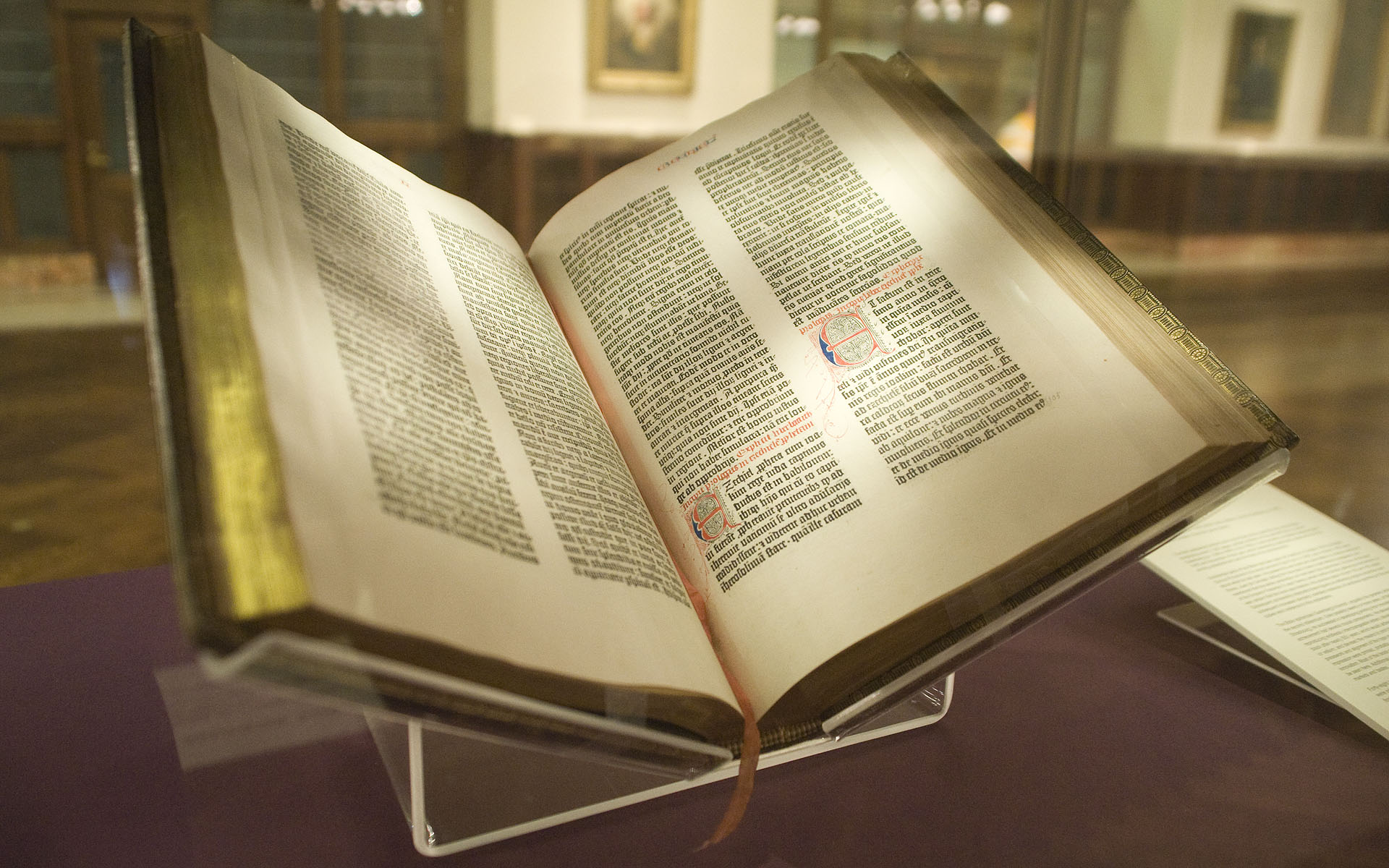
15세기 중반 최초로 인쇄된 판본인 구텐베르크 성경.

성경(聖經, 히브리어: ביבל, 그리스어: τὰ βιβλία) 또는 성서(聖書, 라틴어: Biblia, 영어: Bible)는 기독교, 유대교에서 가장 중요한 경전을 일컫는 용어이다. 기독교는 여호와를 따르던 히브리인들이 기록한 구약성경(히브리성경)과 예수를 따르던 베드로를 포함 마태, 마가, 누가, 요한, 바울 등이 저술한 신약성경(헬라어 성경)을 성경으로 부른다. 유대교에서는 히브리어 성경만을 성경이라고 부른다. 유대교인과 기독교인은 성경을 '신의 영감이 담긴 신의 말씀' 또는 '신과 인간의 관계'를 기록한 거룩한 문서로 받아들인다. 구약성경 구성은 내용은 동일하지만 분류가 달라 기독교와 유대교(24권)가 차이가 있으며, 유대교는 기독교에서 구약성경에 해당하는 부분의 히브리어본인 '타나크'만을 사용한다. 가톨릭은 구약 46권, 신약 27권 등 모두 73권을, 개신교는 구약 39권, 신약 27권 등 66권만을 경전으로 인정한다. 기독교가 국교이거나 왕실 종교인 국가에서는 공직 취임선서나 일반적인 선서에서도 성경에 손을 얹고 다짐을 한다. 국교를 인정하지 않는 미국에서도 관습상 대통령이 취임 선서할 때 사용한다.

## 명칭
성경의 영문명인 바이블(Bible)은 고대 서양에서 종이 원료로 사용하였던 파피루스의 무역 집산지였던 비블로스(파피루스의 심[心]을 뜻함) 지역에서 비롯한 고대 그리스어 토 비블리온(τό βιβλίον→그 책)이라는 말에서 왔다. 동양에서는 역사적으로 그 진리됨을 검증한 책에 경(經)이라는 칭호를 붙였기에 유럽어의 "Holy Boble"을 '성경'으로 번역하였다. 공동번역성서 발행 이후에 성서(聖書)라는 말도 사용한다. '성서의 경전성을 강조하는 보수적인 그리스도인들은 성경, 성서에 대한 비판적 접근을 강조하는 진보적 그리스도인들은 성서라는 말을 쓰는 경향이 있다'라는 주장이 있다.

## 성경 의미와 유래
기독교에서 구약성경으로 칭하는 유대교의 성경 타나크는 대략 기원전 1500~400년대 사이 오랜 세월을 거쳐 바빌로니아, 팔레스티나, 이집트 등 지역의 유대인 전승과 중동 전승을 유대교 입장에서 기술한 책이다. 이는 많은 세월을 거치고 기원전 5세기경에 정립립하였다. 유대인 전승에 따라 총 24권으로 구성하며, 이 구성의 확립에 여러 전승이 있으나, 기원후 70년 예루살렘 성전 붕괴 이후 사두가이파, 젤롯파, 에세네파 등 다른 유대종교 종파가 사라진 이후 바리사이파가 유대교의 중건을 위한 시도와 당시 신흥 종교로 발전하던 기독교에 맞서 기원후 90년경에 개최한 얌니아 회의 때 현재의 분류를 확립했다는 그래츠의 가설을 현재까지 정설로 받아들인다. 타나크 내용은 기본적으로 기독교 구약성경과 배열 순서가 동일하며, 교파에 따라 서로 빠지거나 더해진 책들이 있다. 기독교에서는 구약성경 인용에서 히브리어 원문보다는 코이네 그리스어 번역본인 칠십인역(셉투아진타)을 적극 활용하였다.
한편, 기독교에서 구약성경과 함께 경전으로 다루는 신약성경은 헬라어, 즉 코이네 그리스어로 작성되었다. 예수를 따르던 사도들을 중심으로 형성한 기독교 회중들 사이에, 예수를 직접 만났던 사도들의 사후에도, 예수와 사도들의 언행과 신앙 관련 내용을 정리한 내용을 후세에도 전하고자 경전으로 정립하였다. 코이네 그리스어로 작성한 가장 오래된 사본을 필두로, 다양한 언어 번역본 필사본들을 기독교 성장과 더불어 제작하였다. 382년에 로마 공의회에서 경전으로 정한 이 책들을 '신약(New Testament)'이라고 칭한 것은 397년에 있었던 카르타고 공의회에서였다.

## 문학적 가치

### 구약성경
구약성경(舊約聖經, Old Testament)의 명칭은 '옛 약속'이란 의미다. 문학 형태에서 보면 다른 고대 서아시아 문학과 같이 모세의 5서(토라)는 공동체 질서를 유지하기 위한 법문서(法文書) 외에 구비(口碑)·실화(소돔과 고모라가 야훼의 징벌로 유황불에 타서 없어졌다는 이야기)·시가·통계·족보 등이다. 역사서도 롯기(記)와 에스더 등 문학적 소품과 영웅 기록(사울 이야기, 다윗 이야기, 사사 이야기 등)·시가·우화(寓話)·통계·족보·연대기 등이다. 예언서 가운데 다니엘서·스가랴서 9장 이하는 묵시문학(默示文學)에 속한다. 문학서로 욥기(記)·전도서·잠언(箴言)이 지혜문학(智慧文學)이며 시편·아가는 시가(詩歌)이다. 구약성경 내용은 기원전 13세기에서 기원전 2세기에 걸친 1천 년 이상의 고대 이스라엘 민족 역사와 생활을 그 바탕으로 한다. 이집트와 메소포타미아의 2대 문화 발상지를 연결하는 교량적 존재였던 이스라엘 민족사를 담은 내용으로, 고금의 세계사에 영향을 끼쳤다.

### 신약성경
신약성경은 코이네 그리스어로 썼다. 예수 이후 예수의 삶과 가르침을 해석한 복음서들인 마태복음에서 요한복음까지 4권, 예수의 하나님 나라 운동을 계승한 사도들 이야기를 기록한 사도행전 1권, 바울이 목회와 관련한 질문에 답을 주려고 교회에 보낸 목회 편지(로마서에서 빌레몬서까지) 13통, 또 바울 이외의 편지(히브리서로부터 유다서까지) 8통과, 요한이 기록한 예언서인 요한계시록 1권, 합계 27권이다. 즉, 신약성경은 예수 그리스도의 사적(事蹟)과 교훈(복음서), 복음이 유대인이 비유대인에게 전파하였던 과정(사도행전), 복음 의미와 그리스도인 자세(서신서), 종말론적 신앙과 최후 승리(계시록/묵시록)를 집대성한 문서이다. 현재 문서는 기원후 50-150년(100년)사이에 걸쳐 형성하였다.

### 서양사에 영향

#### 종교개혁자들의 성서번역
성경은 기독교 전통을 가진 유럽 역사와 문화 전반에 영향을 끼쳤다. 그 사회 관습과 윤리를 규정했다. 유럽 문학 고전인 단테의 신곡, 청교도 시인 밀턴의 실낙원, 괴테의 파우스트는 모두 그리스·로마의 고전 정신과 히브리·기독교 정신의 갈등·공존·융합 시도이며, 종교개혁자 루터의 신약성경 번역은 성서를 성직자 손에서 평신도 손으로 넘기는 교회 민주화와 그들이 믿는 것이 무엇인가에 대한 구체적인 증거를 제시했던 혁신적인 일이었다.

#### 성서비평
더불어 성경을 일반인 손에 전한 사건은 성경 비평을 허용하지 못하는 무오하고 거룩한 경전보다 인간 글로 이해하고 비평하는 성서비평 기초를 제공하였다고 보는 관점도 있다. 하지만, 실제로 기독교 신앙의 근본인 경전을 모든 기독교인에게 전달해 직접 읽고 자기의 믿음을 성찰하도록 했다. 이를 통해 기독교인들은 성직자들이 잘못 전하기도 하던 성경 이야기를 직접 읽고 신을 체험하는 큰 변화를 불러왔다.

#### 천로역정
성경 번역은 독일어와 독일 문학 기초가 되었다. 또한 영역(英譯) 성경에 대한 비판은 현실도피라는 심각한 단점으로 이야기하지만, 이는 다양한 견해가 있으며 현실도피라는 주장은 구체적인 증거가 부족하다. 더불어 성경은 17세기 영국 개신교 신학과 영성을 보여주는 천로역정 같은 영국의 고전들과 긴밀한 관계이다. 루터교 신자인 헨델의 메시아, 마태 수난곡, 바흐의 음악들을 비롯하여 네덜란드에서 태어나 개신교와 천주교 전통에서 자랐던 렘브란트의 종교화·미켈란젤로의 조각(피에타, 다비드 등)에 이르기까지 성경을 모르면 이해하지 못하는 작품들이 있다. 근대 경제적 합리주의 정신도 이스라엘과 유태교적이며 칼뱅주의의 종교적 합리성과 깊이 관계이다. 루시 모드 몽고메리의 빨간머리 앤도 성서를 모르면 이해하지 못하는 단어와 문장들도 있다. 예를 들어 뱀 같은 지혜(예수가 제자들을 세상에 보낼 때에 '너희는 뱀같이 지혜롭고, 비둘기처럼 순결하여라'라고 하신 마태복음서 이야기 참조) 의미가 있다.

## 성경의 특징
성경은 대체적으로 연대 순서로 편성하였으나 일부는 연대순이 아니라 특성에 따라 배열하기도 했다.
- 예) 구약-예레미야 25장 예언(24번째 배열), 역대하 36장 성취(14번째 배열)
- 예) 신약-베드로후서 1장(22번째 배열), 요한복음 21장 베드로 사후(4번째 배열)

## 기독교의 성경
로마 가톨릭에서는 로마 공의회와 히포, 카르타고 공의회에서 성경 목록이 구약 44권, 신약 27권의 총 71권이라고 거듭 결정한 뒤 트리엔트 공의회에서 종교개혁자들의 외경 부정 주장에 맞서 기존의 성경 목록 결정을 재확인하였다. 이후 예레미야 애가와 바룩서가 별도 문헌으로 독립되어 나와 구약 46권, 전체 73권으로 재분류되었다.
정교회 한국 대교구 교리문답 중 외경에 대한 부분은 이를 다음과 같이 설명하고 있다. '그리스어로 된 나머지 (10권의) 책들은 외경(제2경전)이라 부르며 히브리어로 된 원본을 정경(제1경전)이라고 부른다. 성 아타나시오스는 이렇게 말한다. "구약의 경독서는 교회에 입회하기 위하여 준비 중인 예비교인들에게 읽히게 하기 위한 것이다." 그러면서 그 자신은 외경이라고 불렀지만 동료 교부들은 이를 '정경'으로 인정한다는 점도 밝혔다. 이른바 원경전과는 다소 권위의 차이가 있을 뿐 정교회에서도 제2경전을 성경으로 보고 있다. 그러나 제2경전에서의 교리 도출 문제를 놓고서 정교회 내적으로도 다소 엇갈린 의견이 도출되고 있다. 대부분의 정교회는 제한적 교리 도출을 인정하지만, 정교회의 중핵인 러시아 정교회는 교리 도출에 부정적이다.
개신교에서는 히브리어 원본이 있는 구약성경 총 39권, 신약성경 총 27권으로 총 66권만을 확고한 정경, 즉 성경전서로 인정한다. 종교개혁자들도 외경은 신앙적으로는 읽는 것은 유익하지만 일찍이 히에로니무스가 말한 바와 같이 교리에 근거가 되는 데는 결코 사용할 수 없다고 보았다. 종교개혁 전통의  개선주의, 공교회주의 교파들은 교리에는 적용 불가하나 신앙에는 도움이 된다고 보며, 개혁주의 교파들은 약 1세기 이후 외경은 받아들이지 않는다.
기독교 성경의 목록은 다음과 같으며, 순서는 불가타역 성경을 따랐다. 외경 혹은 제2경전은 이탤릭체로 표기하였다.
| -오경(토라)- - 창세기 - 출애굽기/탈출기 - 레위기* 민수기 - 신명기 역사서 - 여호수아기 - 판관기/사사기* 룻기 - 사무엘상* 사무엘하 - 열왕기상* 열왕기하 - 역대기상* 역대기하 - 에즈라 (에즈라 1) - 느헤미야 (에즈라 2) - 토비트/토빗기* 유딧기 - 에스델/에스테르기 - 마카베오상* 마카베오하 시서와 지혜 - 욥기* 시편 - 잠언* 전도서/코헬렛 - 아가* 지혜서 - 집회서 예언서- * 이사야* 예레미야 - 애가 (예레미야애가)* 바룩서 - 에스겔/에제키엘 - 다니엘* 호세아 - 요엘* 아모스 - 오바디야/오바드야서 - 요나* 미가/미카서 - 나훔 - 하바꾹/하바쿡서(하박국) - 스바냐/스바니야서 - 하깨/하까이서(학개) - 즈가리야/즈카르야서 (스가랴) - 말라기/말라키서 | 괄호를 표기한 부분은 해당 성경의 저자이다. 알려지지 않은 경우에는 '익명'으로 표기하였다. · 복음서 - 마태복음서(마태오 복음서. 마태오, 성경학자들은 헬라어에 능통하며 율법에 대해 잘 아는 익명의 유대기독교인이 쓴 복음서로 이해하며, 교부들의 교훈에 따라 교회에서는 전통적으로 세리 마태가 쓴 것으로 이해해왔다.) - 마가복음서(마르코복음서, 마르코(마가)라 불린 요한) - 누가복음서(루가복음서, 루카(누가)로 불리는 그리스인 의사) - 요한복음서(대부분은 열두 제자 중 한 명인 요한의 것으로 보나, 어떤 성서학자들은 복수 저자의 작품으로 이해한다.) 역사서 - 사도행전(루카(누가)로 불리는 그리스인 의사) 서신서 - 로마서(로마 신자들에게 보낸 서간, 바울로) - 고린도전서(코린토 신자들에게 보낸 첫째 서간, 바울로) - 고린도후서(코린토 신자들에게 보낸 둘째 서간, 바울로) - 갈라디아서(갈라티아 신자들에게 보낸 서간, 바울로) - 에베소서(에페소 신자들에게 보낸 서간, 익명(바울로 차명)) - 빌립보서(필리피 신자들에게 보낸 서간, 바울로) - 골로새서(콜로새 신자들에게 보낸 서간, 익명) - 데살로니가전서(테살로니카 신자들에게 보낸 첫째 서간, 바울로) - 데살로니가후서(테살로니카 신자들에게 보낸 둘째 서간, 바울로) - 디모데전서(티모테오에게 보낸 첫째 서간, 익명) - 디모데후서(티모테오에게 보낸 둘째 서간, 익명) - 디도서(티토에게 보낸 서간, 바울로) - 빌레몬서(필레몬에게 보낸 서간, 바울로) - 히브리서(히브리인들에게 보낸 서간, 익명) - 야고보서(야고보) - 베드로전서(베드로의 첫째 서간, 익명, 2세기) - 베드로후서(베드로의 둘째 서간, 익명, 2세기) - 요한1서(요한의 첫째 서간, 요한) - 요한2서(요한의 둘째 서간, 요한) - 요한3서(요한의 셋째 서간, 요한) - 유다서(유다) 묵시록 - 요한 계시록(요한 묵시록, 사도 요한) 기독교에서 경전으로 인정하지 않는 외경 복음서 - 유다 복음서 - 예수를 배반한 이스카리옷 유다가 저술한 복음서라는 이유로 인정되지 않았다. - 마리아 복음서 - 일부가 유실되었다. 막달라 마리아가 저술한 복음서로서 저자가 여성이라는 이유로 인정하지 않았다. 그노시즘 색채 때문에 배척되기도 하였다. - 도마 복음서 (토마스 복음) - 인정된 공관 복음서가 예수의 말과 행적에 천착한다면, 도마복음은 예수의 말에만 집중한다. 공관복음서와 내용이 비슷한 부분이 많은 편이다. |

개신교에서는 구약 성경의 일부 문헌을 '외경'이라 부른다. 외경이란 Apocryphos라는 그리스어 형용사로서 그 본래 의미는 '숨겨진' 또는 '감춰진'이라는 뜻이다. 그러나 초대 기독교가 점차 정립되어 가면서 '숨겨진 것'은 "이단적 내용이거나 출처가 불분명하기 때문에 숨겨진 것" 또는 '거짓된 것'이라는 부정적 의미로 사용되기 시작했으며, 교회는 기원전 2세기경부터 기원후 1세기 사이에 널리 유포되어 있던 종교 문헌(구약성경) 중 경전에서 제외된 모든 서적들을 외경(Apocrypha)이라 불렀다. 예를 들면 구약 외경으로는 12성조(聖祖)의 유훈(遺訓), 헤녹서, 유빌레움, 므나세의 기도, 제3에즈라서, 제3마카베오서 등이 있으며 신약 외경으로는 에피온인, 히브리인, 이집트인, 니고데모, 야고보, 베드로 등의 복음서를 비롯하여 각종 사도행전, 서간, 계시록 등이 있다.
이상이 Apocrypha(외경)의 본뜻이나 개신교에서는 '외경(外經)'과 '위경(僞經, Pseudepigrapha)'을 추가로 세분하여 외경은 제2경전 즉 토빗기, 유딧기, 지혜서, 집회서, 바룩서, 마카베오기 상권, 마카베오기 하권, 그리고 에스더와 다니엘 중 그리스어 성경만이 전해 주는 부분들을 칭할 때 사용하고, 위경은 천주교/정교회에서 구분한 '외경'을 언급하는 용어로 바꾸었다. 복음주의 및 현대의 개신교 전통에서는 외경을 경전으로 받아들이지 않고 있으나 1820년대 즈음까지는 이를 "경외서"라는 단락 안에 부록으로 추가해 놓곤 했다. 그러나 로마 가톨릭과 동방 정교회는 이들을 구약성경의 일부에 포함하고 있다.
위의 목록 가운데 구약성경 목록은 모든 기독교 교파에서 인정하는 정경을 다룬 것이 아니다. 기독교 교파에 따라 인정하는 정경이 다른데, 더 자세한 정보는 다양한 기독교의 정경을 참고하라.

## 용어 구별
영어 ‘Bible’은 ‘책들’이라는 그리스어 ‘biblia’에서 나왔다. 이 단어 용법은 그리스도교회로 넘어가 기원후 5세기경에 경전 전체를 가리키는 의미가 되었다. 《구약성서(Old Testament)》의 ‘구’는 그리스도 이전을 가리키고 《신약성서(New Testament)》의 ‘신’은 그리스도 이후의 내용이다. 약(約)은 인간에 대한 신의 구원 계약을 의미한다. 라틴어 ‘testamentum’의 문자적 의미는 ‘의지’였지만 신약에서 ‘언약’을 의미하는 헤브리어 ‘brit’의 역어로 사용되었다. 그리하여 ‘testament(의지)’가 ‘covenant(언약)’로 변형돠었다. 구약과 신약을 함께 성서라고 부른 기록은 크리소스토무스(349~407)의 문서가 최초이다.
- '성스러운 경전'이라는 뜻으로 종교상 신앙의 최고 법전이 되는 책. 그리스도교의 신ㆍ구약 성서, 불교의 팔만대장경, 유교의 사서오경, 이슬람교의 코란 등.
- 그리스도교의 성서.
- 불경의 이칭(異稱).
- 성인이 지은 책, 성인의 행적을 기록한 책.
- 후세에 길이 모범이 될 만한 책, 성전(聖典) 등 여러 의미를 통칭한 것이나 일반적으로 그리스도교의 신ㆍ구약 성서를 약칭으로 부르는 용어이다.

## 오디오 성경
- 오디오 성경 '드라마 바이블'[7][8]

## 같이 보기
- 성경 번역
- 성경의 장과 절
- 성경학
- 정경, 경전
- 산상수훈
- 코덱스 기가스
- 성경의 등장인물 목록
- 성경의 특성
- 오직 성경
- 성경 목록